# Bruhanje
Brúhanje oz. bljúvanje (latinsko emesis, strokovno eméza) povzročajo krči želodčnih mišic, ki potiskajo hrano in druge snovi v želodcu nazaj. Navadno ima človek, preden začne bljuvati, neprijeten občutek slabosti.
Bruhanje ima zelo različne vzroke. Uživanje pokvarjene hrane ali pa uživanje prevelikih količin hrane in pijače sta med najpogostejšimi vzroki, sledijo jima prebavne bolezni, kot npr. gastritis. Pogosto povzroča bljuvanje morska bolezen. Človek lahko bljuva med napadom migrene ali zaradi okužb in povišane telesne temperature. V zgodnji nosečnosti včasih ženske zjutraj sili na bruhanje - jutranje bruhanje. Bruhanje je temeljna oblika izločanja hrane pri bulimiji.
Izzivanje bruhanja je bilo donedavna poglavitno pri pravilnem navadnem zdravljenju zastrupitev.